# Magda Bolumar
Magda Bolumar Chertó (Caldes d'Estrac, 1936) es una artista plástica española, vinculada a las vanguardias artísticas de las décadas centrales del siglo XX.

## Biografía
Magda Bolumar entró en el año 1948 en el estudio del pintor Rafael Estrany, discípulo de James Ensor, estudiando posteriormente en la Escuela de artes y Oficios de Mataró. En 1954 contactó con algunos miembros del grupo Dau al Set y con el escultor Moisés Villelia, uno de los artífices del grupo Arte Actual, con quien se casó el año 1958, iniciando una investigación conjunta sobre los materiales primarios en el arte. Colaboró estrechamente con la revista Inquietud artística , en la que se publicaron algunas de sus obras. Mantuvo  amistad y  relación artística con nombres de referencia en la cultura del momento como el artista Joan Brossa y el crítico Cirici Pellicer, entre otros.
Esta artista fue especialmente conocida por las Xarpelleres que expuso por vez primera en Barcelona en el año 1960. En las Xarpelleres la materia y la textura tienen una especial importancia, lo cual conecta estas obras con el Informalismo. Sin embargo, las  obras de Magda Bolumar tienen un sentido esencialmente constructivista, pues la estructura adquiere en ellas el protagonismo principal a partir de la tensión de los hilos con que está realizadas. Escribía Cirici Pellicer que, a diferencia de las obras de artistas informalistas como  Burri o Millares, frente al dramatismo o la denuncia "en la obra de Magda Bolumar, el textil sirve para la construcción de un nuevo cosmos, manifiesta la necesidad de “reordenar” el mundo a través de la trama de los hilos".  Escribía Mª Luisa Borrás que  "las magníficas “xarpelleres” de esta artista manifiestan una arrolladora liberación de fuerzas, cerebrales en su mayoría, que desembocan en tensiones de urdimbre en trama, estrellados o paralelismos reveladores de una liberación intelectiva, de ingenio y rigor constructivo". Tampoco la  artista ve su obra dentro del Informalismo, pero la necesidad de convertir a as artistas en seguidoras de los grandes nombres masculinos, considerados por la historia canónica como los únicos válidos, ha forzado el significado de la relación materia-vanguardia, haciéndola pasar en ese momento del arte español necesariamente por una lectura desde el Informalismo".  Con el bordado de sus «xarpelleres», Magda Bolumar busca acercarse poéticamente a la vida, como decía Joan Brossa en un texto dedicado a uno de lo cuadros de la artista, en que destacaba el sentido lírico de estas estructuras textiles: «El marc/ fa de tambor/per a bordar el sac» (Brossa, 1965).
En 1960 Magda Bolumar recibió la mención de honor del II Premio Granollers de Pintura, siendo éste un período importante para la artista, ya que realiza varias exposiciones individuales y colectivas. En el año 1970 participa en la muestra "100 artistes dintre de la ciutat" que se realizó en París. A comienzos de la década de 1970 Magda Bolumar y Villelia se trasladaron a vivir  a Ecuador. A su regreso a España Bolumar siguió trabajando con arpilleras y también realizando dibujos e investigando en la creación de piezas de esmaltes al gran fuego, pero su presencia en las salas de exposiciones, públicas y privadas, ha sido muy  limitada, de modo que se conocen solo datos sueltos sobre su trayectoria y, como en otros casos de mujeres artistas, se hace necesario rastrear su actividad en los estudios publicados sobre su marido.
En 2006 fue comisaria de la exposición Quitu-Cara, una cultura entre dos hemisferios, en la que se recogían las investigaciones que Villelia y Bolumar realizaron en su estancia en Ecuador sobre la etnia Quitu-Cara.